# Bandeira do Egito
A bandeira do Egito foi adotada em 4 de outubro de 1984. É composta por 3 faixas horizontais de mesmo tamanho. As faixas são vermelha, branca e preta. A origem dos elementos desta bandeira está no Império Turco-Otomano.

## Significado das cores

### Vermelha
Simboliza a história do país.

### Branca
O branco representa a Revolução Egípcia de 1952 que permitiu a deposição do rei Faruk I, e que acabou com a definitiva proclamação da República.

### Preta
A cor preta simboliza o final da opressão do colonialismo britânico sobre o povo egípcio. E também a morte dos Faraós Tutankamon e Menés.
O escudo é um símbolo da paz no Egito desde a Guerra dos 6 Dias, e também um dos símbolos egípcios mais importantes.

### Símbolo central
O símbolo central representa a Águia de Saladino. O símbolo central representa o ouro.

## Outras bandeiras

Bandeira da Marinha

## Bandeiras históricas

Bandeira sob o domínio do Império Otomano, no século XIX.
Bandeira do Egito (1831?-1914)
Bandeira do Reino do Egito (1922-1952).
Bandeira da Revolução Egípcia de 1952.
Bandeira da República Árabe Unida (1958-1961)
Bandeira do Egito (1972-1984).